# مونته‌فالکونه نل سانیو
مونته‌فالکونه نل سانیو (به ایتالیایی: Montefalcone nel Sannio) یک کومونه در ایتالیا است که در استان کامپوباسو واقع شده‌است. مونته‌فالکونه نل سانیو ۳۲٫۲ کیلومترمربع مساحت و ۱٬۸۰۰ نفر جمعیت دارد و ۶۵۹ متر بالاتر از سطح دریا واقع شده.